# Molí de Dalt del Senyor
El Molí de Dalt del Senyor és una obra de Guimerà (Urgell) inclosa a l'Inventari del Patrimoni Arquitectònic de Catalunya.

## Descripció
El molí del Senyor es troba a l'interior de Guimerà a la dreta del riu Corb. Es presenta com una casa més, Cal Tous. L'interior del molí és cobert amb volta de pedra picada ogival i sense presentar cap signe de picapedrers. Està situat a l'única torre de la muralla que resta dempeus de la població. L'accés a la casa es fa mitjançant una porta d'arc de mig punt dovellada. A les llindes d'aquesta casa s'observen les inscripcions amb les dates de 1620 i 1678. Just a la plaça de davant del molí en resta la meitat d'aquest primitiu molí.

## Història
Antigament aquest molí fou la casa del senyor de la vila. El 1910 aquest molí deixà de moldre.